# یوسف نبیل
یوسف نبیل (زاده ۶ نوامبر ۱۹۷۲) عکاس، و هنرمند اهل مصر بود.
او فعالیت حرفه‌ای خود را در زمینه عکاسی در سال ۱۹۹۲ آغاز کرد.
از فیلم‌ها یا برنامه‌های تلویزیونی که وی در آن نقش داشته‌است می‌توان به زنان بدون مردان اشاره کرد.